# Vinifreda Maxwell, Condessa de Nithsdale
Vinifreda Maxwell (Winifred Maxwell; nascida Winfired Herbert; Welshpool, c. 1672/1673 ou 1679 — Roma, maio de 1749) foi uma nobre galesa. Ela foi condessa de Nithsdale pelo seu casamento com Guilherme Maxwell, 5.º Conde de Nithsdale. Ficou conhecida por ter planejado e executado a fuga ousada de seu marido da Torre de Londres.

## Família
Vinifreda foi a quinta filha e sexta criança nascida de Guilherme Herbert, 1.º Marquês de Powis e de Elizabeth Somerset. Os seu avós paternos eram Percy Herbet, 2.º Barão Powis e Elizabeth Craven. Os seus avós maternos eram Edward Somerset, 2.º Marquês de Worcester e Elizabeth Dormer.
Ela teve cinco irmãos mais velhos, que eram: Ana, esposa de Francis Smith, 2.º Visconde Carrington de Burford; Frances, esposa de Kenneth Mackenzie, 4.º Conde de Seaforth; Mary, que foi casada três vezes; Guilherme Herberto, 2.º Marquês de Powis, foi casado com Mary Preston, e Lucy, escritora e prioresa no Convento Augustino em Bruges. 
Também teve uma meia-irmã, filha de mãe desconhecida, chamada Catherine, esposa de Sir James Palmer.

## Biografia
A família Herbert acompanhou o rei desposto pela Revolução Gloriosa, Jaime II de Inglaterra, até o seu exílio na França, em 1688. Elizabeth tornou-se a governanta do príncipe, Jaime Francisco Eduardo Stuart, e Vinifreda serviu como dama de companhia na corte. 
No dia 2 de março de 1699, Vinifreda casou-se com o conde Guilherme Maxwell, de cerca de 23 anos de idade. Ele era filho de Robert Maxwell, 4.º Conde de Nithsdale e de Lucy Douglas. 
O casal retornou a Escócia, se instalando em Terragles House, próximo a cidade de Dumfries. Eles tiveram apenas dois filhos sobreviventes, entre abortos espontâneos e natimortos. 
Em 1715, o católico Guilherme participou da Revolta jacobita daquele mesmo ano, unindo forças com Thomas Forster, general do exército jacobita, em Hexham. Contudo, em novembro, durante a Batalha de Preston, o conde foi capturado e aprisionado na Torre de Londres. Ele foi declarado culpado de traição e sentenciado a morte. 
Após receber as notícias, a condessa dirigiu-se a Londres, disposta a apelar pela vida de seu marido ao rei Jorge I da Grã-Bretanha. Porém, não obteve sucesso. 
Na véspera da data marcada para a execução da pena, em 23 de fevereiro de 1716, a condessa, sua empregada, e duas amigas foram visitar Guilherme na Torre. Como parte do plano de escapada elaborado pela nobre, Vinifreda distribuiu grandes quantidades de dinheiro aos guardas, para que comprassem bebidas alcoólicas. As mulheres passaram a ir e vir da cela do conde, se misturando às esposas dos guardas, criando confusão sobre quem estava ou não na cela. Enquanto isso, a condessa raspou a barba do marido e o vestiu com roupas femininas, inclusive com um manto. Em seguida, Guilherme foi guiado para fora do castelo pela empregada Evans, e Vinifreda permaneceu na cela, falando com uma voz elevada, fingindo estar conversando com Guilherme. 
O casal escondeu-se em Londres, até o momento em que Guilherme pôde fugir a caminho da França, dessa vez disfarçado de um servo do embaixador de Veneza.
Ela, porém, retornou a Escócia com o propósito de recuperar documentos importantes e resolver assuntos da propriedade da família. 
Apesar da busca pelo casal, ela conseguiu entrar em Londres novamente, e daí, escapou para a Europa, onde veio a se reunir com o marido apenas em Roma, na corte exilada de Jaime Stuart. 
A condessa tornou-se ainda governanta de Henrique Benedito Stuart, filho de Jaime Francisco. 
Guilherme faleceu no dia 2 de março de 1744. Já Vinifreda faleceu alguns anos depois, em maio de 1749.

## Descendência
- Guilherme Maxwell, Conde de Nithsdale (m. 2 de agosto de 1776), foi marido de Catherine Stewart, com quem teve três filhas;
- Ana Maxwell (m. 3 de maio de 1735), foi esposa de John Bellew, 4.º Barão Bellew de Duleek, com quem teve dois filhos.